# Daktynomycyna
Daktynomycyna (Aktynomycyna D; łac. Dactinomycinum)  – antybiotyk z grupy cytostatyków; hamuje syntezę DNA, RNA i białek; stosowany w leczeniu nowotworów wieku dziecięcego (guz Wilmsa, mięsak Ewinga), mięsaków tkanek miękkich, nowotworów zarodkowych jajników i jądra oraz ciążowej choroby trofoblastycznej.